# Ekstraklast
Ekstraklast (egzoklast) – detrytyczny element skały osadowej, pochodzący z erozji skał starszych spoza zbiornika sedymentacyjnego.